# Hedesundaskogen
Hedesundaskogen är ett naturreservat i Gävle kommun i Gävleborgs län.
Området är naturskyddat sedan 2003 och är 51 hektar stort. Reservatet består av lövrik barrblandskog med 
inslag av äldre lövträd och gamla tallar samt sumpskogar kring en bäck.